# Тафи, Андреа (художник)
Андреа Тафи, собственно: Андреа ди Рикко, или Андреа Тасси (итал. Andrea di Ricco o Andrea Tafi, Andrea Tassi; 1213, Флоренция — 1294, Флоренция) — живописец и мозаичист итальянского проторенессанса флорентийской школы. Считается, что именно Тафи привнёс  искусство мозаики во Флоренцию (или, скорее, способствовал его распространению). Наиболее известен своими работами по созданию мозаик Баптистерия во Флоренции, которые были начаты в 1225 году. Среди его учеников был Буонамико Буффальмакко.

## Биография
Андреа Тафи изображён среди других флорентийских художников на картине английского академиста Фредерика Лейтона «Мадонна Чимабуэ» (1853—1855). Сюжет этой картины основан на рассказе Джорджо Вазари о том, как запрестольный образ Мадонны (на самом деле не Мадонны работы Чимабуэ, а «Мадонны Ручеллаи» сиенского художника Дуччо ди Буонинсенья) был перенесён из дома Чимабуэ в церковь Санта-Мария-Новелла во Флоренции.
В тексте «Жизнеописаний» Джорджо Вазари отмечено: «Подобно тому как творения Чимабуэ, даровавшего искусству живописи лучший рисунок и форму, казались немалым чудом людям тех времен, привыкшим видеть только вещи, выполненные в греческой манере (maniera greca), так и мозаичные работы Андреа Тафи, жившего в те же времена, вызывали восхищение, а посему и сам он почитался художником превосходным и даже божественным». Далее Вазари сообщал, что, отправившись в Венецию, и ознакомившись с работами «греческих живописцев» (мастеров-мозаичистов) в соборе Сан-Марко, Андреа Тафи привёз во Флоренцию некоего мастера Аполлония, «греческого живописца» (о нём нет документальных свидетельств), «который и научил его варить стёкла для мозаик и приготовлять раствор для их скрепления, и совместно с ним он работал в куполе баптистерия Сан-Джованни над верхней частью, где изображены силы, престолы и господства и где позднее Андреа, когда приобрел больший опыт, выполнил, как будет сказано ниже, Христа над главной капеллой».
Достоверной работой Андреа Тафи действительно считаются мозаики Баптистерия во Флоренции: центральная фигура Спасителя, а также «Ангельские ряды» и, возможно, участие в образах пророков и патриархов центральной части купола Баптистерия.
Произведения Андреа Тафи отчасти послужили примерами для подражания для таких известных итальянских художников, как Гаддо Гадди и Джотто ди Бондоне.
- Флорентийский Баптистерий. Общий вид мозаик свода. 1250—1330
- Страшный суд. Христос-Судия. Деталь мозаики
- «Ангельские ряды». Деталь мозаики
- Силы Небесные. Деталь свода